# Homéisme
L’homéisme est un courant du christianisme ancien qui se développe à partir du IVe siècle dans le cadre de la crise arienne. Les homéens sont parfois appelés acaciens, du nom d'un de leurs chefs de file, Acace de Césarée.

## Doctrines
L'homéisme constitue une position intermédiaire dans l'arianisme entre les anoméens ou ariens stricts — qui excluent toute ressemblance entre le Père et le Fils — et les homoïousiens — pour lesquels le Fils est semblable en nature au Père : pour les homéens, le Fils est simplement semblable (en grec όμοιος / hómoios) au Père, sans préciser de quoi relève cette similitude. Cette position — celle d'Eusèbe de Nicomédie — en même temps que cette similitude du Fils avec le Père, affirme l'inégalité des personnes de la Trinité. En outre, Hans Christof Brennecke définit ainsi les traits caractéristiques de l'homéisme : « méfiance à l'encontre de la spéculation théologique, biblicisme strict et même en partie zèle enragé contre tout paganisme ».
La tendance homéenne trouvera son expression la plus remarquable dans le deuxième symbole de Sirmium datant de 357, sous le règne de l'empereur Constance, puis dans la confession de foi du concile de Constantinople de 360 qui sera un temps le credo officiel de l'empire. Ce concile est à l'origine de l'« arianisme historique » qu'ont adopté une partie des Barbares, essentiellement les Goths, évangélisés par Ulfilas présent aux débats.
 À la suite de Constance l'empereur romain Valens favorisera également le parti homéen tandis que l'empereur Théodose Ier va le faire déclarer hérétique par l'intermédiaire du premier concile de Constantinople
.
Outre Acace de Césarée, on compte parmi les homéens Eusèbe d'Émèse et Georges de Laodicée. L'homéisme ne forme pourtant pas un courant cohérent à proprement parler et ses tenants se réclament tantôt d'Arius, tantôt de l'orthodoxie nicéenne : durant le concile qui se déroule à Aquilée en 381 un évêque homéen du nom de Palladius, responsable de l'épiscopat de Ratiaria en Mésie affirme ainsi rejeter Arius.